# Iti-Taui
Iti-Taui ou Ititaui (Itjtawy), também conhecida como Amenemés-Iti-Taui (Amenemhat-itj-tawy), significando Amenemés, O Senhor das Duas Terras em egípcio antigo, é uma cidade do Antigo Egito, de localização ainda indefinida, fundada pelo faraó Amenemés I, no ano 20 de seu reinado, para ser a capital do Império Egípcio durante a XII dinastia. 
Esta cidade era localizada, provavelmente, na região do Faium. A sua localização pode ter sido escolhida por causa de sua proximidade com as rotas de invasão asiática no Egito, para prevenir e responder rápido à ataques.